# 胡莼乡
胡莼乡，1866年生，卒年待考，文献也作胡莼芗或胡蓴薌，中华民国金融家、银行家，中央信托局主要创办人和私人保险业先驱之一。

## 生平
浙江余姚县人，出生钱业世家，其父胡小松，为五口通商后上海滩钱业翘楚，清廷赏四品衔河南试用通判，胡桂芗之弟。承家业常年掌上海信孚钱庄，历任经理、督理。1921年，参与发起创办中央信托公司，任董事。20世纪30年代中期，任上海华安商业储蓄银行董事兼总经理。
上海钱业元老，历任怡大永记钱庄股东兼经理，信孚钱庄股东兼督理，春元钱庄股东兼董事，协和兴记钱庄股东兼董事。又任慎泰豆米行股东，中一信托公司董事等职务。